# Первитино (Ярославская область)
Первитино — село Ростовского района Ярославской области, входит в состав сельского поселения Петровское. 

## География
Расположено в 10 км на запад от посёлка Петровское и в 31 км на юго-запад от Ростова.

## История
Каменная Рождество-Богородицкая церковь в селе построена в 1782 году на средства прихожан. Престолов было три: в холодной — во имя Рождества Пресвятой Богородицы, в теплых приделах: во имя Святителя и Чудотворца Николая и во имя Святого Димитрия, Ростовского Чудотворца.
В конце XIX — начале XX село входило в состав Дубровской волости Ростовского уезда Ярославской губернии. В 1885 году в селе было 39 дворов.
С 1929 года село входило в состав Любилковского сельсовета Ростовского района, в 1935 — 1959 годах — в составе Петровского района, с 2005 года — в составе сельского поселения Петровское.

## Население
| 1859 | 2007 | 2010 |
| ---- | ---- | ---- |
| 251  | ↘10  | ↗14  |

## Достопримечательности
В селе расположена недействующая Церковь Рождества Пресвятой Богородицы (1782).

## Общественный транспорт
Первитино обслуживается автобусным маршрутом № 139 Ростов Великий — Петровское.